# Алвеш, Мариана
Мариана Алвеш (порт. Mariana Alves; род. 1972) — профессиональный теннисный судья из Португалии.
Обладатель  Золотого судейского значка ITF —  наивысшей судейской категории.  Чтобы получить данную квалификацию, необходимо отсудить не менее 100 международных матчей и иметь безупречные рекомендации  супервайзеров
.  Алвеш — одна из немногих действующих женщин-арбитров, имеющих этот статус.

## Скандалы и спорные решения
- 7 сентября 2004 год, полуфинал  US Open   Дженнифер Каприати —  Серена Уильямс (2:6; 6:4; 6:4).

Алвеш четырежды ошибочно определяла ауты после ударов Уильямс, несмотря на противоположные указания лайнсменов.   Уильямс после матча назвала арбитра «анти-Сереной» и выразила надежду, что та её матчи судить больше не будет. Мариана Алвеш была отстранена до конца турнира.
- В 2013 году на турнире WTA в Мадриде оштрафовала на очко белорусскую теннисистку Викторию Азаренко, после чего вступила с ней в продолжительный публичный спор[6].
- 5 июля 2017 года в матче второго круга Уимблдонского турнира приняла несколько решений не в пользу российского теннисиста Даниила Медведева в заключительной партии его противостояния с бельгийцем Бемельмансом. Несогласие Медведева вылилось в попытку заменить арбитра по ходу игры. По окончании матча проигравший россиянин кинул в сторону судейской вышки несколько монет[7]